# Макарій (Свистун)
Макарій (Свистун), митрополит Ві́нницький і Могилі́в-Поді́льський (14 вересня 1938, Київ — 4 червня 2007, Бонн, Німеччина) — архієрей Української Православної Церкви (Московського Патріархату). Хіротонізований у єпископа 1970 року.

## Дитинство, юність
Свистун Леонід Микитович народився 14 вересня 1938 року в м. Києві, у родині робітника.
- В 1956 році закінчив середню школу.
- В 1956 році вступає до Київської духовної семінарії.
- В 1960 році закінчує семінарію і вступає до Московської духовної академії.
- В 1965 році закінчую МДА зі званням кандидата богослов'я за наукову працю «Ченці-Іконописці в історії давньоруського мистецтва».
- В 1968 році закінчивши Аспірантуру при Московській духовній академії, як один з найталановитіших студентів, направляється на навчання до Екуменічного інституту в м. Боссе (Швейцарія).

## Початок священницького служіння
22 травня 1968 року митрополит Ленінградський і Новгородський Никодим (Ротов) висвячує Леоніда Свистуна у сан диякона, а 28 серпня того ж року — у пресвітера. Молодий отець Леонід був направлний на пастирське служіння в Київську єпархію.
28 вересня 1968 року митрополитом Київським і Галицьким Філаретом, отець Леонід був пострижений у чернецтво з нареченням імені Макарій, на честь священномученика Макарія, митр. Київського та призначений ключарем Володимирського собору в м. Києві.
31 травня 1970 року митрополитом Київським і Галицьким Філаретом, отець Макарій був возведений у сан архімандрита.

## Єпископське служіння

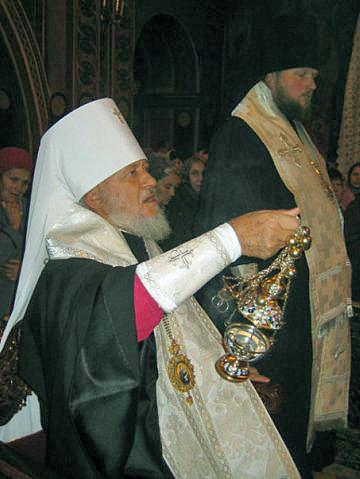
Митрополит Макарій під час богослужіння у Вінницькому Спасо-Преображенському кафедральному соборі16 квітня 2005 р.

7 червня 1970 року у Володимирському кафедральному соборі м. Києва, архімандрита Макарія було висвячено на єпископа Уманського, вікарія Київської єпархії. Хіротонію звершували: митрополити: Ленінградський і Новгородський Никодим, Київський і Галицький Філарет, Старозагорский Панкратій; архієпископи: Житомирський і Овручский Палладій, Львівський і Тернопільський Миколай; єпископи: Чернівецький і Буковинський Феодосій, Чернігівський і Ніжинський Володимир.
В 1970 році єпископові Макарію було доручено керування приходами юрисдикції Московського Патріаршого Престолу в Канаді й тимчасове архіпастирське окормлення приходів Московського Патріархату в США.
В 1978 році владика повертається в Україну й продовжує своє архіпастирське служіння єпископом Уманським, вікарієм Київської митрополії.
7 вересня 1979 року єпископа Макарія було возведено у сан архієпископа.
12 жовтня 1982 року призначений архієпископом Івано-Франківським і Коломийським.
26 червня 1985 року призначений архієпископом Аргентинським і Південно-Американським, Патріаршим Екзархом Центральної й Південної Америки.
4 жовтня 1985 призначений архієпископом Івано-Франківським і Коломийським зі звільненням від керування Аргентинською єпархією й посади Екзарха Центральної й Південної Америки у зв'язку із хворобою.
З 20 липня 1990 р. — архієпископ Клінський, вікарій Московської єпархії, керуючий Патріаршими приходами в США й тимчасово керуючою Канадською єпархією.
В 1992 році повертається до України та призначається керуючим Вінницькою й Брацлавською єпархією, а з 1994 року у зв'язку з поділом єпархії на дві — керуючим Вінницькою і Могилів-Подільською єпархією.
З 1992 року — голова Відділу зовнішніх церковних зв'язків Української Православної Церкви.
У 2000 році зведений у сан митрополита.

## Смерть
Помер 4 червня 2007 року на 69-м році життя, після тривалої хвороби у м. Бонн (Німеччина). 6 червня, тіло митрополита було привезено в Києво-Печерську лавру для прощання, а відспівування відбулося 7 червня у Вінниці. Похований на території Вінницького Спасо-Преображенського кафедрального собору.

### Інтерв'ю
- Митрополит Вінницький і Могилів-Подільський МАКАРІЙ. «Без віри не може бути порядної людини» [Архівовано 15 жовтня 2007 у Wayback Machine.]
- Митрополит Винницкий и Могилев-Подольский МАКАРИЙ. «Если целью вашей жизни являются иномарка или особняк, то и сердце ваше в них, а не с Богом». [Архівовано 6 січня 2009 у Wayback Machine.]
- Митрополит Винницкий и Могилев-Подольский МАКАРИЙ. «Самая большая проблема Церкви — это мы сами, если не живем по Евангелию» [Архівовано 6 січня 2009 у Wayback Machine.]
- Митрополит Макарій: «Християнство — це не яскраві бані соборів, а яскраві і чисті душі». [Архівовано 24 листопада 2010 у Wayback Machine.]